# KEB II
A  KEB II sorozat egy gyorsvonati szerkocsisgőzmozdony-sorozat volt az Erzsébet császárné Vasútnál (Kaiserin Elisabeth-Bahn KEB).

## Története
Az ebbe az építési formába tartozó mozdonyokat 1869 és 1873 között a StEG szállította a KEB számára. A KEB a II sorozatba  osztotta be őket és a 115-132 és a 160-165 pályaszámokat osztotta ki nekik. A 154-159 pályaszámokat a Sigl bécsújhelyi gyára által szállított mozdonyok kapták. Johan Zen ebbe a sorozatba építette be a róla elnevezett Zeh szelepet, amely zárt gőzszabályzónál levegőt engedett a hengerekbe, amely fékhatást eredményezett. Azonban ez a berendezés csak ennél a sorozatnál és a kkStB 12-nél került alkalmazásra.
A sorozat és pályaszámokon kívül a mozdonyok a kor szokásának megfelelően neveket is kaptak: ISCHL, GMUNDEN, LAMBACH, AUSSEE, HALL, GASTEIN, PRAG, BUDWEIS, MOLDAU, PILSEN, KAPLITZ, FREISTADT, LONDON, DOVER, OSTENDE, GOTHA, COBURG, ERFURTH, TUSCHKAU, DEUTZ, MINDEN, PRESSBURG, ALA, COBLENZ, PEST, OFEN, ROM, GENUA, MAILAND és VERONA.
Az KEB 1884-es államosítása után az osztrák Császári és Királyi Osztrák Államvasutak (k.k. österreichischen Staatsbahnen, kkStB) a 21.01-30 sorozatot és pályaszámokat adta a sorozatból még üzemelő hozzá került mozdonyoknak.
Az első világháború után 24 db került az Osztrák Szövetségi Vasutakhoz (Österriche Bundesbahn, BBÖ), ahol 1928-ig selejtezték őket.

## Fordítás
- Ez a szócikk részben vagy egészben  a   KEB II című német Wikipédia-szócikk fordításán alapul.  Az eredeti cikk szerkesztőit annak laptörténete sorolja fel. Ez a jelzés csupán a megfogalmazás eredetét és a szerzői jogokat jelzi, nem szolgál a cikkben szereplő információk forrásmegjelöléseként.